# Даосский триптих У Даоцзы
Произведение представляет собой три картины (каждая размером 125,5×59 см) с изображением даосских божеств, написанных на шёлке тушью, водяными красками и золотом; композиционно оно объединено в триптих, и, по всей вероятности, ранее использовалось в качестве культового предмета в даосской литургии. Триптих в 1912 году приобрёл в Китае японский учёный и специалист по искусству Окакура Какудзо (1862—1913) для Музея Изящных Искусств Бостона, США, и с тех пор произведение хранится в собрании этого музея. Однако храм, для которого триптих был написан, остаётся неизвестным. Работа являет собой редкий пример средневековой даосской иконографии.

## Сюжет
На триптихе изображена троица, известная в даосской мифологии как Сань Гуань (три чиновника), или Сань Гуань Дали (трое великих государей-чиновников). Это Тянь Гуань (Чиновник небес), Ди Гуань (Чиновник земли, то есть земной стихии) и Шуй Гуань (Чиновник воды, то есть водной стихии). Согласно даосской мифологии, они управляют природными силами Неба, Земли и Воды и исполняют приказы Нефритового Императора, наказывая или поощряя людей, насылая на них долгожданный дождь или катастрофическое наводнение, желанное тепло или изнуряющую засуху, и т. д. Считается, что Чиновник земли в качестве наказания может вызвать даже землетрясение. В то же время они могли прощать проступки и злодеяния людей, и избавлять их от различных несчастий. С такими мольбами и обращались к изображённым на триптихе божествам последователи даосского вероучения.
Американская исследователница Сьюзан Ши-Шань Хуан, всесторонне исследовавшая это произведение, сообщает, что присутствие на картинах не только самих трёх чиновников, но и множества духов и призраков является свидетельством того, что в ритуальном смысле триптих представлял собой «лин сян» — набор существ который использовался в даосских заупокойных ритуалах «хуанлучжай», напоминавших буддийский «шуй-лу хуэй» (церемония подношения божествам вегетарианских угощений, которую, согласно древним текстам, учредил лянский правитель У-ди (464—549), взамен практиковавшегося до введения буддизма жертвоприношения животных). Согласно даосскому канону и этнографическим свидетельствам подобные картины вывешивались наряду с другими изображениями даосских божеств для совершения ритуалов отправки «писем к божествам» с просьбами об изгнании злых духов и спасении человеческих душ. Вмешательство космических сил должно было способствовать восстановлению естественного порядка во Вселенной, то есть способствовать движению по пути (дао).
Важность Сань Гуань (трёх чиновников) для даосской литургии зафиксирована исследователями начиная со времён династии Хань (206 г. до н. э. — 220 г. н. э.). Сама структура небесной администрации впервые была описана в эпоху Шести династий (220—589 гг.) в трактате «Тайшан дунсюань линбао саньюань пиньцзе гуньдэ циньчжунь цзин» (Священный текст о великих и малых качествах и системе правил Трёх Начал).
В разных даосских сектах идея «трёх чиновников стихий» часто соотносилась с представлениями о «Сань юань» (три начала), в соответствии с которыми священными считались пятнадцатые числа первой, седьмой и десятой луны, связанные в свою очередь соответственно с небом, землёй и водой. В эти дни проводились народные праздники; среди них самый известный «Праздник фонарей», связанный с «началом сезона», которое происходило под управлением Чиновника Небес.

## Описание

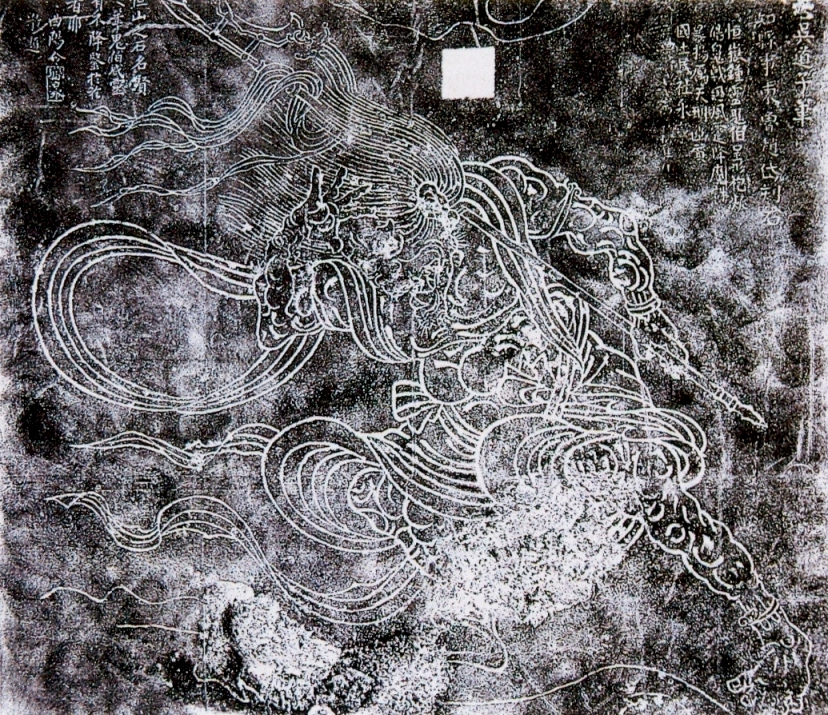
Приписывается У Даоцзы. Летающий демон. Копия рельефа из храма Дунъюэ в Цуяне, пров. Хэбэй, сделанная натиранием.

На левой картине триптиха изображен Чиновник воды Шуй Гуань. Он обозревает свои владения, передвигаясь по облакам верхом на драконе в сопровождении охраны и двух служащих его канцелярии. Выезд Шуй Гуаня сопровождают также расположившиеся на туче спутники грозы — охранители молнии, а в нижней части — демоны грома.
Центральная картина триптиха посвящена Чиновнику небес Тянь Гуаню. Он сидит в своей Небесной канцелярии за внушительным столом, принимая просителей. Его окружает многочисленная свита, подтверждающая его высокий статус. За спиной Тянь Гуаня высится роскошный золотой экран-ширма, в сложный узор которого вплетено изображение дракона. Парадность и пышность сцены этого своеобразного «апофеоза бюрократа» в некоторой степени нивелируется выражением лица Тянь Гуаня, отражающего одновременно строгость, справедливость и участливость, которые должны быть присущи высшему чиновнику с честью служащему Нефритовому Императору. Вероятно, художник смог воплотить мысленный идеал всех администраторов так, как им хотелось бы выглядеть, или как они себя представляют.
На правой картине Чиновник земли Ди Гуань верхом на коне в сопровождении своей свиты появляется из скалы. Над его головой держат внушительных размеров зонт. Один из гвардейцев ведёт его коня под уздцы, направляя движение. Вся сцена происходит, по всей вероятности, осенней ночью. В нижней части картины изображён ловец злобных ночных духов Чжун Куй (в период Юань он был известен и как защитник Нового Года), которого, по обычаю, сопровождает компания экзотических демонов. Взгляд Ди Гуаня обращён к одному из демонов — тот показывает ручного сокола для охоты на злых духов.
Исследователи отмечают композиционную симметрию трёх сцен: Чиновник воды и Чиновник земли как бы движутся к центру триптиха, где расположился Чиновник небес: портрет Тянь Гуаня, вписанный в круг его свиты, является смысловым центром композиции (интересно, что в росписях зала Саньцин даосского храма Юнлэгун, XIV в., пров. Шаньси, фигура Чиновника небес также занимает особое положение). Фигурам Чжун Куя и демонов в правой нижней части триптиха соответствуют фигуры охранителей молнии в верхней части левой картины, а явление демонов и утопающие в тумане крыши зданий внизу на ней композиционно соответствуют пейзажу со скалой и деревьями в верхней части правой картины.

## Проблема авторства и датировки

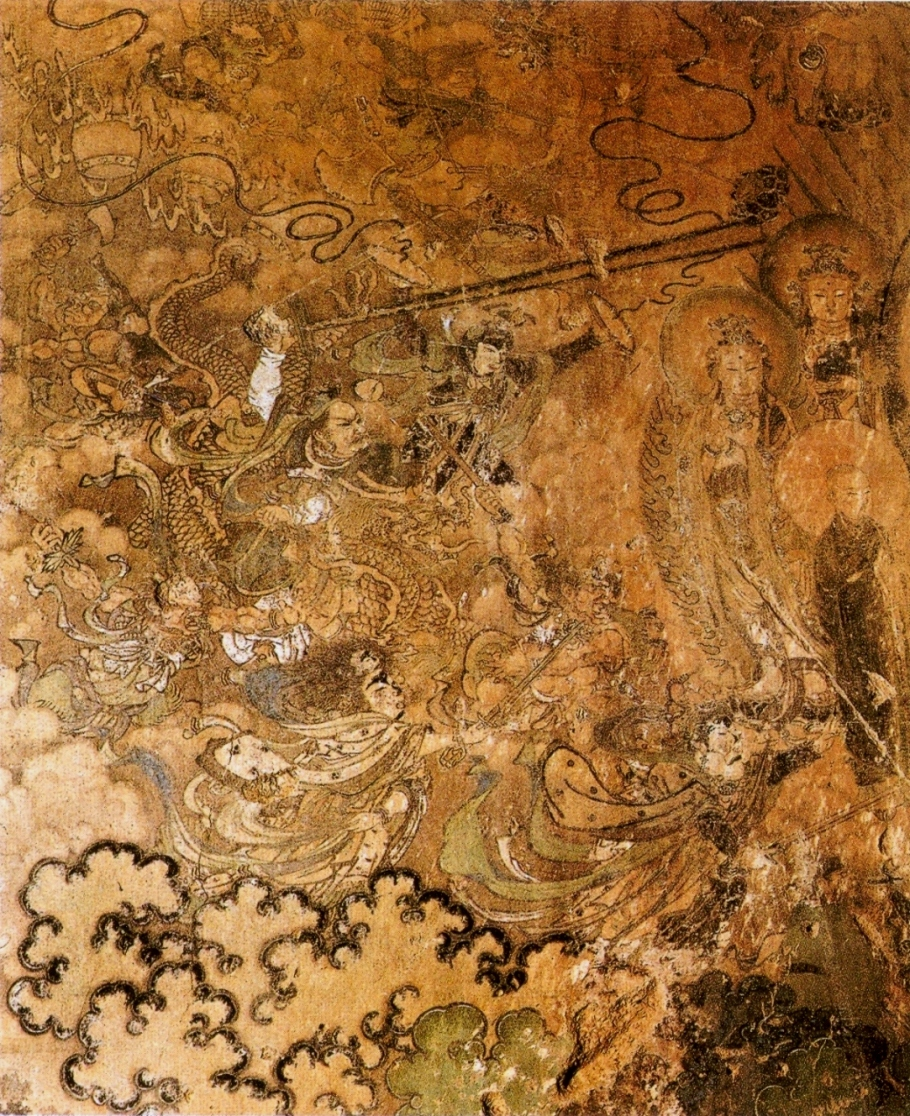
Мастерская Ван Куя. Будда побеждает Мару. Деталь росписи «Житие Шакьямуни» из храма Яньшаньсы, Фаньшисянь, пров. Шаньси.

Триптих традиционно приписывают кисти прославленного художника эпохи Тан (618—907) У Даоцзы (689—755), но до наших дней не дошло ни одного подлинного произведения этого мастера. После смерти У Даоцзы создавались каменные рельефы, копировавшие его произведения, но и эти рельефы в большинстве погибли. Сохранилась сделанная натиранием минская (1368—1644) копия (эстампаж) одного из таких рельефов с изображением «Летающего демона» (рельеф ранее находился в храме Дунъюэ, Цуян, пров. Хэбэй). Исследователи видят в нём близкое стилистическое родство с картинами триптиха. Американские искусствоведы Мэри Фонг (1989) и У Тун (1992) полагают, что стиль изображения фигур триптиха весьма близок манере У Даоцзы. Однако является ли триптих действительно копией с несохранившегося произведения прославленного танского художника — с абсолютной достоверностью ни подтвердить, ни опровергнуть сегодня невозможно.
Живший в государстве Цзинь (1115—1254) учёный Юань Хаовэнь (1190—1257) оставил сообщение о подобном триптихе, созданном танским художником Чжу Яо (10в.). Учёный также описал даосскую литургию, проводившуюся с участием этого произведения. Заметки Юань Хаовэня свидетельствуют о том, что данная даосская тематика была популярна в XII—XIII веках.
Современные исследователи отмечают стилистическую, техническую и иконографическую близость триптиха храмовым росписям со сценами «Жития Шакьямуни» из Зала Манчжушри в Яньшаньсы, цзиньском (1115—1254) буддийском храме на горе Утай (пров. Шаньси). Росписи стен этого храма были выполнены бригадой художников во главе с Ван Куем (завершены в 1167 году; в бригаду наряду с другими входил известный художник Ван Хуй, именно ему приписывают лучшую часть росписей). Основываясь на близости этих двух работ американский исследователь У Тун (1997) сделал заключение, что даосский триптих создан в XII веке предположительно профессиональными художниками с севера, специализировавшимися на религиозной живописи, как буддийской, так и даосской.
Марша Вейднер в работе, опубликованной в 1986 году, также настаивает на северном происхождении произведения, но считает, что оно было создано в период правления династии Юань (1271—1368), о чём, по её мнению, свидетельствует моделировка человеческих фигур, тяжёлых складок их одежд, и пейзаж в верхней части правой картины, написанный в манере Го Си (ок. 1020 — ок. 1090).
Ричард М. Барнхарт (1997) датирует произведение приблизительно 1150 годом и приписывает его неизвестной художественной мастерской, в которой были мастер и ассистенты, подтверждая своё мнение тем, что фигуры на картинах написаны одной рукой, а пейзаж определённо другой.

## Стиль

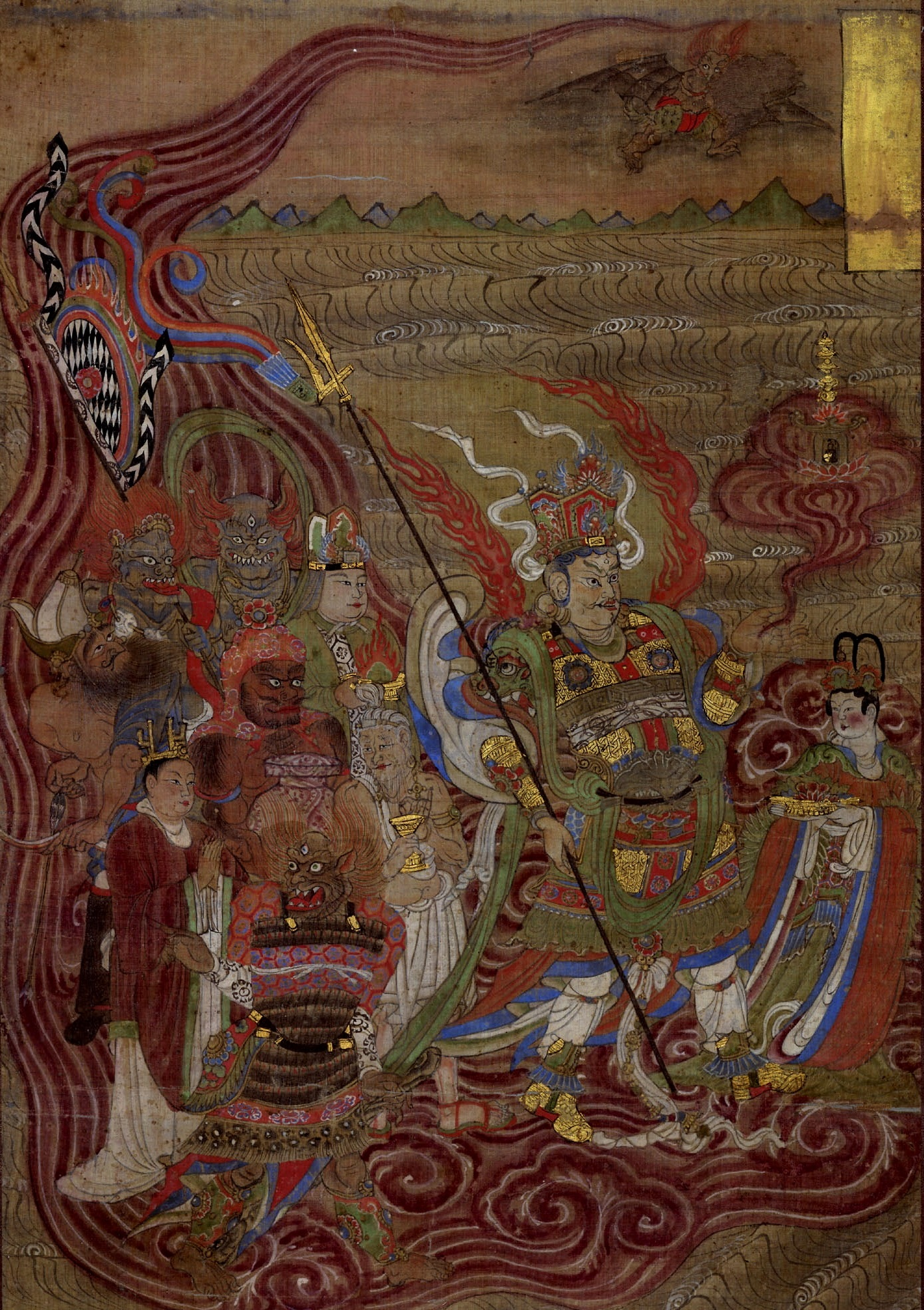
Вайшравана, летящий через водные пространства. Танка из Дуньхуана. сер. X в. Британский музей, Лондон.

Более тщательное исследование триптиха привело к выводу, что первые две картины (Чиновник воды и Чиновник небес) совпадают в технике наложения туши и краски на шёлк, в более сложном украшательстве задника сцены, на которой разворачивается действо, в физиогномических особенностях лиц персонажей, и в их атрибутах, но отличаются от третьей картины (Чиновник земли), которая написана в ином стиле. Это различие, возможно, является результатом работы разных художников из одной мастерской, но не исключено, что третья картина была написана совсем в другое время. В пользу этого мнения может служить и тот факт, что на коронах чиновников воды и небес красуется иероглиф «ван» (то есть князь, владыка), в то время как на короне Чиновника земли этот иероглиф отсутствует.
Живопись всех трёх картин представляет собой комбинацию фигуративных художественных стилей севера Центральной Азии, которые начиная со времён династии Северная Вэй (386—534) оказывали влияние на развитие китайского искусства. Среди характерных черт северного стиля — изображение тяжёлых складок одежд и использование в живописи золота. Применение размывов туши для изображения пространственной глубины известно со времен ранних стеновых росписей в Китае и Центральной Азии.
Любопытна также очевидная параллель между буддийской и даосской живописью, которая следует из сопоставления двух, на первый взгляд далёких друг от друга произведений: «Чиновник Воды» своей иконографией напоминает танку с изображением Вайшраваны, найденную в пещере Дуньхуана, на которой это буддийское божество пересекает водные просторы на облаках сходным образом. Вероятно, это следует считать свидетельством того, что одни и те же иконографические схемы могли использоваться художниками и для изображения даосских, и для изображения буддийских божеств.